# 張冬連
張冬連（1982年10月11日—），江西景德镇人，中华人民共和国女子射击运动员。

## 生涯
張冬連在1998年成為江西射擊隊一員，教練張開岩。2006年，她进入中国国家射击队，师从张亚刚。同年，她在新加坡的亞洲錦標賽中奪得女子團體雙向飛碟小項的冠軍和女子個人雙向飛碟小項的亞軍。同年12月，在第15届多哈亚运会射击项目女子双向飞碟团体决赛暨个人赛资格赛的比赛中，魏宁、於秀敏和张冬连三人组成的中国队以团体总成绩207中夺得冠军。